# Орджонікідзевугілля
«Орджонікідзевугілля» — вугледобувне виробниче об'єднання у центральному Донбасі. Включає 8 шахт, які видобувають енергетичне та коксівне вугілля, загальний фактичний видобуток 787 252 тис. т (2003).

## Опис
ДП «Орджонікідзевугілля» засновано на державній власності згідно з наказом Мінпаливенерго України від 28 грудня 2002 року № 768 "Про реорганізацію ВО «Орджонікідзевугілля» і належить до сфери управління Міністерства вугільної промисловості України відповідно до Указів Президента від 25 липня 2005 року № 1123 «Про заходи щодо вдосконалення державного управління вугільною промисловістю», від 5 жовтня 2005 року № 1417 «Питання Міністерства вугільної промисловості України», розпорядження Кабінету Міністрів України від 01 жовтня 2005 року № 417 «Про передачу цілісних майнових комплексів державних підприємств та повноважень з управління корпоративними правами держави щодо господарських товариств».
Місце знаходження: Україна, 86405, Донецька область, м. Єнакієве — 5, вул. Трестівська, 10.
Підприємство організоване з метою забезпечення виробничо-господарської, комерційно-посередницької і інших видів діяльності для забезпечення функціонування державного підприємства «Орджонікідзевугілля» і одержання прибутку.
Управління Підприємством здійснює його керівник. Наймання керівника здійснюються Органом управління майном шляхом укладення з ним контракту. До укладення контракту, виконувач обов'язків керівника наділяється правами та обов'язками відповідно до Статуту та чинного законодавства України.
Керівники та спеціалісти підрозділів виконавчого апарату Підприємства, керівники, головні інженери, заступники директора з виробництва, головні бухгалтери структурних підрозділів призначаються на посаду і звільняються з посади керівником Підприємства відповідно до чинного законодавства та з урахуванням вимог Статуту. Заступники керівника та головний бухгалтер Підприємства призначаються на посаду звільняються з посади керівником Підприємства за погодженням з Органом управління майном.
Підприємство самостійно планує свою діяльність і визначає перспективи розвитку, виходячи з попиту на продукцію, що виробляється, роботи, послуги та необхідності забезпечення виробництва, а також соціального розвитку підприємства, підвищення доходів. Підприємство, здійснюючи господарську та інші види діяльності має право з власної ініціативи приймати будь-які рішення, що не суперечать чинному законодавству України.
Основним узагальнюючим показником фінансових результатів господарської діяльності Підприємства є прибуток (доход). Прибуток Підприємства, що залишається після покриття витрат на оплату праці, матеріальних і прирівняних до них витрат, оплати відсотків за кредитами банків, сплати передбачених законодавством України податків та інших загальнообов'язкових платежів до бюджету та цільових фондів, залишається у повному його розпорядженні. Джерелом формування фінансових ресурсів Підприємства є прибуток (доход), амортизаційні відрахування, бюджетні кошти, кошти, одержані, від продажу цінних паперів, безоплатні або благодійні внески членів трудового колективу, підприємств, організацій, громадян, та інші надходження, включаючи централізовані капітальні вкладення та кредити. Прибуток розподіляються керівником.
В даний час до складу держпідприємства «Орджонікідзевугілля» входять 6 основних структурних підрозділів з видобутку вугілля: шахта ім. Карла Маркса, «Булавінська», «Ольховатська», «Вуглегірська», «Єнакіївська» і «Полтавська».
Крім вугільних шахт, до складу підприємства входить 8 структурних підрозділів: «Управління матеріально-технічного постачання», «Ремонтно-механічний завод», «Вузол виробничо-технологічного зв'язку», «Управління технічного контролю якості вугілля і стандартів», «Інформаційно-обчислювальний центр», «Управління по гасінню, профілактиці породних відвалів і рекультивації земель», «Автобаза» та «Управління допоміжних виробництв та соціальної сфери».

## Підприємства
- Шахта імені К. Маркса
- Шахтоуправління «Олександрівське»
- Шахта «Булавинська»
- Шахта «Єнакіївська»
- Шахта «Юний комунар» («Юнком»)
- Шахта «Вуглегірська»
- ДП «Шахта «Ольховатська»
- ДП «Шахта «Полтавська»

Місцезнаходження — 86405, вул. Трестівська, 10, м. Єнакієве Донецької області